# Andrzej Lipski
Andrzej Lipski (Ruski Rzeplin, 1572 - Krakau, 4 september 1631) was de 54e bisschop van Krakau, bisschop van Łuck en Włocławek.

## Biografie
Andrzej Lipski was een telg van de Poolse heraldische clan Grabie. Hij werd in een protestantse familie geboren en studeerde in Straatsburg.
Lipski stichtte rond 1630 het Franciscaanse klooster van Chocz.
Andrzej Lipski werd in de Wawelkathedraal begraven. Zijn mijter is bewaard gebleven en behoort tot de kathedraalcollectie. De bisschop liet een grote som geld na die gebruikt is om Polen uit Tataarse slavernij vrij te kopen.

## Werken
- Decas Quaestionum[5]

## Gestichte bouwwerken

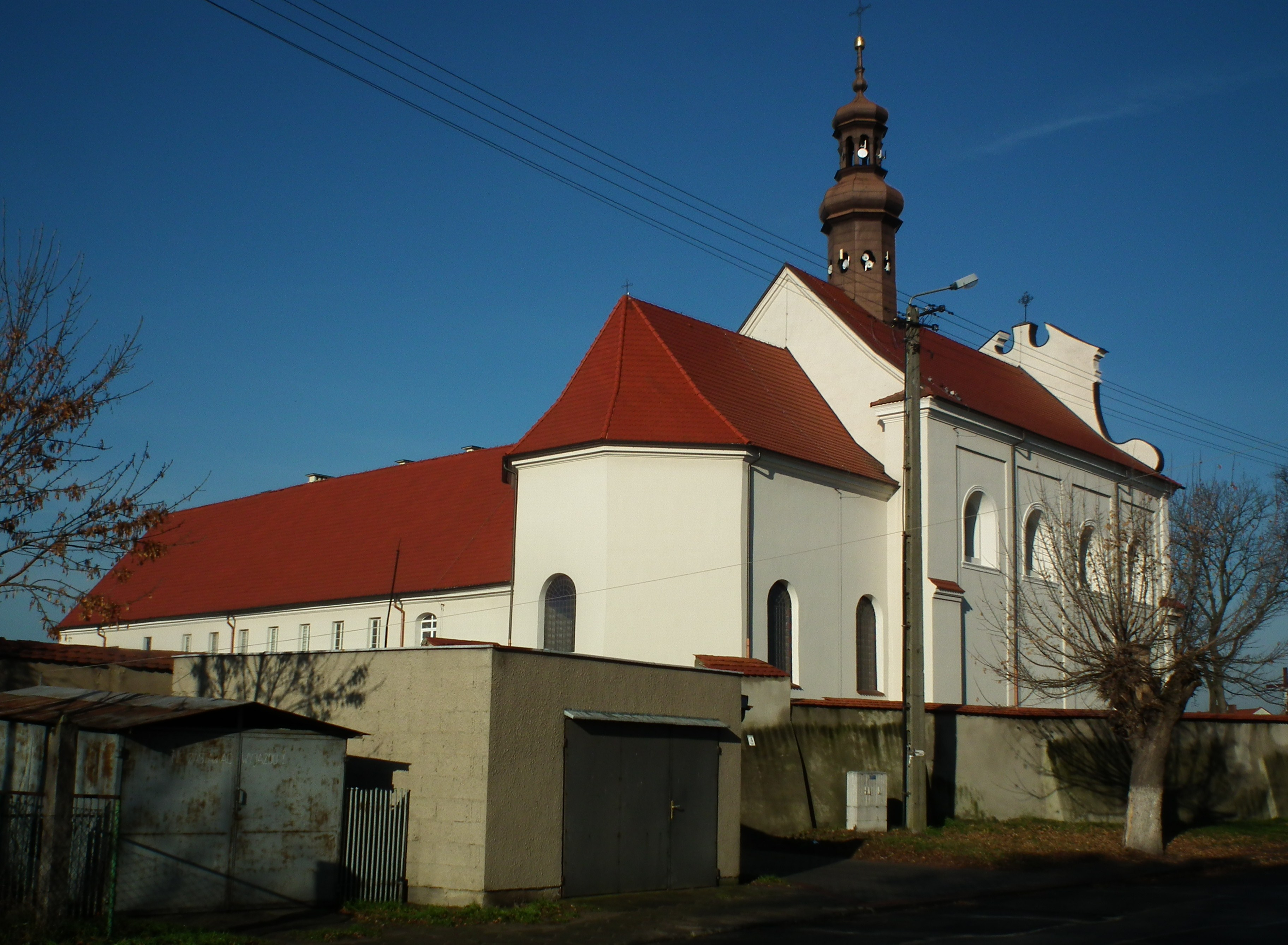
Franciscaanse klooster van Chocz

- Bibliothèque nationale de France: cb10712165x (data)
- Gemeinsame Normdatei: 115524770
- International Standard Name Identifier: 0000 0001 1577 3039
- Nationale Bibliotheek van Letland: 000306326
- LIBRIS: 342713
- Virtual International Authority File: 89168102
- WorldCat: E39PBJdrFCG7pR8q66hWcCwcT3